# Hütschenhausen

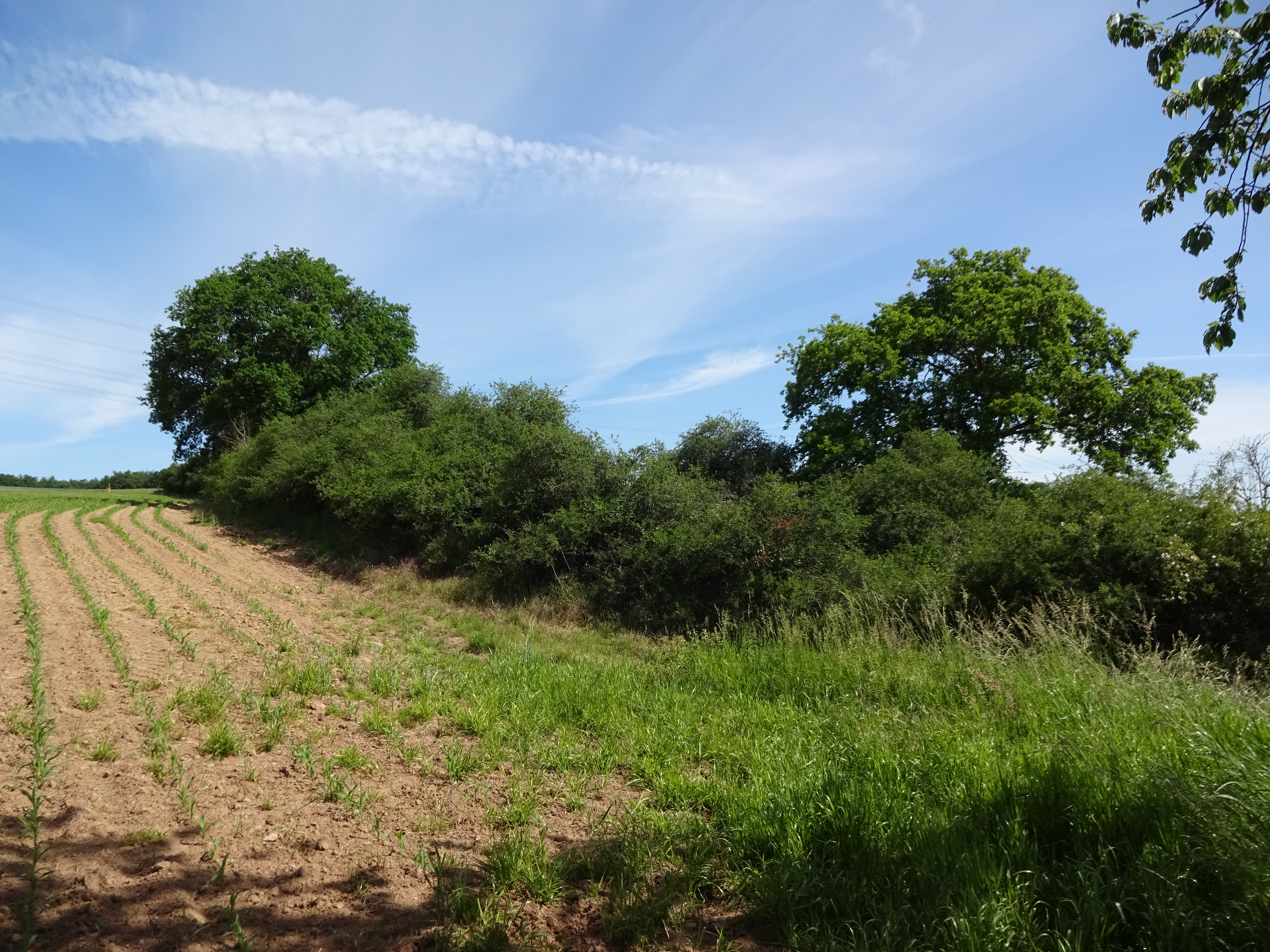
Landschaftsbild innerhalb der Gemeindegemarkung

Hütschenhausen ist eine Ortsgemeinde im Landkreis Kaiserslautern in Rheinland-Pfalz. Sie gehört der Verbandsgemeinde Ramstein-Miesenbach an, innerhalb derer sie sowohl gemessen an der Einwohnerzahl als auch gemessen an der Fläche die zweitgrößte Ortsgemeinde darstellt.

## Geographie

### Geographische Lage
Die Gemeinde liegt etwa 25 Kilometer westlich von Kaiserslautern in der Westpfälzischen Moorniederung.

### Gemeindegliederung
Die Gemeinde Hütschenhausen besteht aus den Ortsteilen Hütschenhausen, Spesbach und Katzenbach.
| Ortsteil       | zugehörige Wohnplätze                              | Einwohnerzahl |
| -------------- | -------------------------------------------------- | ------------- |
| Hütschenhausen | Elschbacherhof, Heidehof, Olenkorb und Ziegelhütte | 2410          |
| Spesbach       | Rothenfelderhof und Simserhof                      | 1315          |
| Katzenbach     | keine                                              | 623           |

### Nachbargemeinden
Nachbarn von Hütschenhausen sind die Ortsgemeinden Niedermohr im Norden und Steinwenden im Nordosten, die Stadt Ramstein-Miesenbach im Osten, sowie die Ortsgemeinden Hauptstuhl im Süden, Bruchmühlbach-Miesau im Südwesten, Gries im Westen und Nanzdietschweiler im Nordwesten. Die beiden letztgenannten Ortsgemeinden gehören bereits zum Landkreis Kusel.

### Gewässer
Ganz im Westen bildet der Glan die Gemarkungsgrenze. In diesem Bereich nimmt er von rechts den Schwarzbach und den Bruchgraben auf. In den Schwarzbach mündet zuvor außerdem der Eichenbach und der Weißergraben. Im Süden der Gemeindegemarkung befindet sich außerdem der Kranichwoog.

## Geschichte
Hütschenhausen, Spesbach und Katzenbach waren bis zur Gebietsreform 1969 drei eigenständige Gemeinden. Sie wurden dann zusammengelgt mit Hürtschenhausen als dem Hauptort und Spesbach und Katzenbach wurden zu Ortsteilen.
Erste Erwähnung fand Hütschenhausen 1295 als "Hizhusin", was so viel bedeutet wie "die Häuser des Hizo". 1377 findet man den Namen "Huczenhusen". 1564 erschien dann erstmals mit "Huetzschenhausen" ein Name, der an den heutigen erinnert. Danach wechselte der Name noch einige Male: 1587 Heitzenhausen, 1592 Hitzenhausen, 1601 Hitzschenhausen, bis 1787 das erste Mal der heutige Ortsname Hütschenhasuen auftauchte.
Allerdings dürfte der Ort wesentlich älter sein, als erstmals urkundlkich erwähnt. Dazu muss man in Zeit ein wenig zurück bis zu Chlodwig und der fränkischen Landnahme in den Jahren 461–600. Alle Orte die in dieser Zeit entstanden, enden auf -heim, -ingen und -stadt. Die Dörfer, die in einer zweiten Besiedlungsphase ab dem 8. Jahrhundert gegründet wurden, enden alle auf -bach, -weiler und -hausen, so dass Hütschenhausen durchaus schon im 8. Jahrhundert oder ein wenig später existiert haben könnte.
Spesbach wurde 1214 als "Spethisbach" erstmals urkundlich erwähnt. Im späteren Verlauf der Geschichte findet man das Dorf auch als "Spechtesbach", wodurch sich der Ursprung des Namens fast schon von alleine erklärt: Es entstand im Spechteswald am Spechtesbach.
Katzenbach wurde im Jahr 1267 erstmals erwähnt. Es entstand an einem Bach, in dessen Gegend Wilkatzen lebten.
(Quelle der Dorfnamen: Ortschronik von Frank Hertel, 1979)
Alle drei Straßendörfer gehörten bis zur Französischen Revolution zur Kurpfalz, die in Katzenbach eine Zollstation unterhielt, und waren der Kommende Einsiedel des Deutschordens zehntpflichtig.
Die Inbesitznahme des Linken Rheinufers durch französische Revolutionstruppen beendete die alte Ordnung. Die Orte wurden von 1798 bis 1814 Teil der Französischen Republik (bis 1804) und anschließend des Französischen Kaiserreichs. Hütschenhausen wurde Sitz einer Mairie, der auch Katzenbach und Spesbach angehörten. Diese wurde dem Kanton Landstuhl des Arrondissements Zweibrücken (franz.: Arrondissement de Deux-Pont) im Departement Donnersberg (franz.: Département du Mont-Tonnerre) zugeordnet. Nach der Niederlage Napoleons fiel die linksrheinische Pfalz durch die Vereinbarungen des Wiener Kongresses 1815 zunächst an Österreich und 1816 aufgrund eines Tauschvertrages an das Königreich Bayern. Von 1818 bis 1862 gehörte Hütschenhausen dem Landkommissariat Homburg an; aus diesem ging das Bezirksamt Homburg hervor.
Als Folge des Ersten Weltkriegs war die gesamte Region bis 1930 dem französischen Abschnitt der Alliierten Rheinlandbesetzung zugeordnet. Da ein Teil des Bezirksamts – einschließlich Homburg selbst – 1920 dem neu geschaffenen Saargebiet zugeschlagen wurde, wechselte der Ort in das Bezirksamt Kaiserslautern und wurde bis 1938 von einer in Landstuhl ansässigen Bezirksamtsaußenstelle verwaltet. Nach dem Zweiten Weltkrieg wurden die Orte innerhalb der französischen Besatzungszone Teil des damals neu gebildeten Landes Rheinland-Pfalz. Im Zuge der ersten rheinland-pfälzischen Verwaltungsreform  entstand am 7. Juni 1969 aus den drei aufgelösten Gemeinden Hütschenhausen, Katzenbach und Spesbach.. Drei Jahre später folgte die Eingliederung in die neu geschaffene Verbandsgemeinde Ramstein-Miesenbach.

## Politik

### Gemeinderat
Der Gemeinderat in Hütschenhausen besteht aus 20 Ratsmitgliedern, die bei der Kommunalwahl am 9. Juni 2024 in einer personalisierten Verhältniswahl gewählt wurden, und dem ehrenamtlichen Ortsbürgermeister als Vorsitzendem.
Die Sitzverteilung im Gemeinderat:
| Wahl | SPD | CDU | FWG | Gesamt   |
| ---- | --- | --- | --- | -------- |
| 2024 | 6   | 9   | 5   | 20 Sitze |
| 2019 | 6   | 9   | 5   | 20 Sitze |
| 2014 | 9   | 11  | –   | 20 Sitze |
| 2009 | 11  | 9   | –   | 20 Sitze |
| 2004 | 11  | 9   | –   | 20 Sitze |

### Bürgermeister
Achim Wätzold (CDU) wurde am 9. Juli 2024 Ortsbürgermeister von Hütschenhausen. Bei der Direktwahl am 9. Juni 2024 hatte er sich mit einem Stimmenanteil von 63,6 % gegen einen Mitbewerber durchgesetzt.
Sein Vorgänger Matthias Mahl (CDU) hatte das Amt seit Februar 2018 inne. Bei der Direktwahl am 26. Mai 2019 war er für fünf Jahre in seinem Amt bestätigt worden, bei der Wahl 2024 trat er nicht erneut an. Mahls Vorgänger Ralf Leßmeister (CDU) hatte das Amt 2014 übernommen, musste es im Dezember 2017 jedoch aufgrund rechtlicher Vorgaben aufgeben, da er als neu gewählter Landrat des Landkreises Kaiserslautern auch die Aufgabe der unmittelbaren Kommunalaufsicht über alle Ortsgemeinden des Kreises auszuüben hat. Von 2008 bis 2014 war Hans-Joachim (Hajo) Becker (SPD) Ortsbürgermeister von Hütschenhausen.

### Wappen
| Wappen von Hütschenhausen | Blasonierung: „Gespalten und links durch einen blauen Wellenbalken von Silber und Gold geteilt, rechts in Schwarz ein linksgewendeter rotbewehrter und -bezungter goldener Löwe, oben links ein durchgehendes schwarzes Tatzenkreuz und unten links ein linksgewendeter schwarzer Specht auf einem schwarzen Ast.“ |
| Wappen von Hütschenhausen | Wappenbegründung: Das Wappen setzt sich aus Elementen zusammen, die bereits den Wappen der drei Vorgängergemeinden angehörten. Der Löwe symbolisiert die Pfalz, das Deutschordenskreuz erinnert an die Zehnpflicht der drei Orte gegenüber der Kommende Einsiedel während der kurpfälzischen Zeit, der blaue Wellenbalken bezieht sich auf den Namensbestandteil „Bach“ zweier Ortsteile, und der Specht wurde aus dem Wappen von Spesbach übernommen. |

### Gemeindepartnerschaft
Seit 1995 unterhält Hütschenhausen eine Partnerschaft mit der französischen Gemeinde Précy-sur-Oise.

## Kultur und Sehenswürdigkeiten

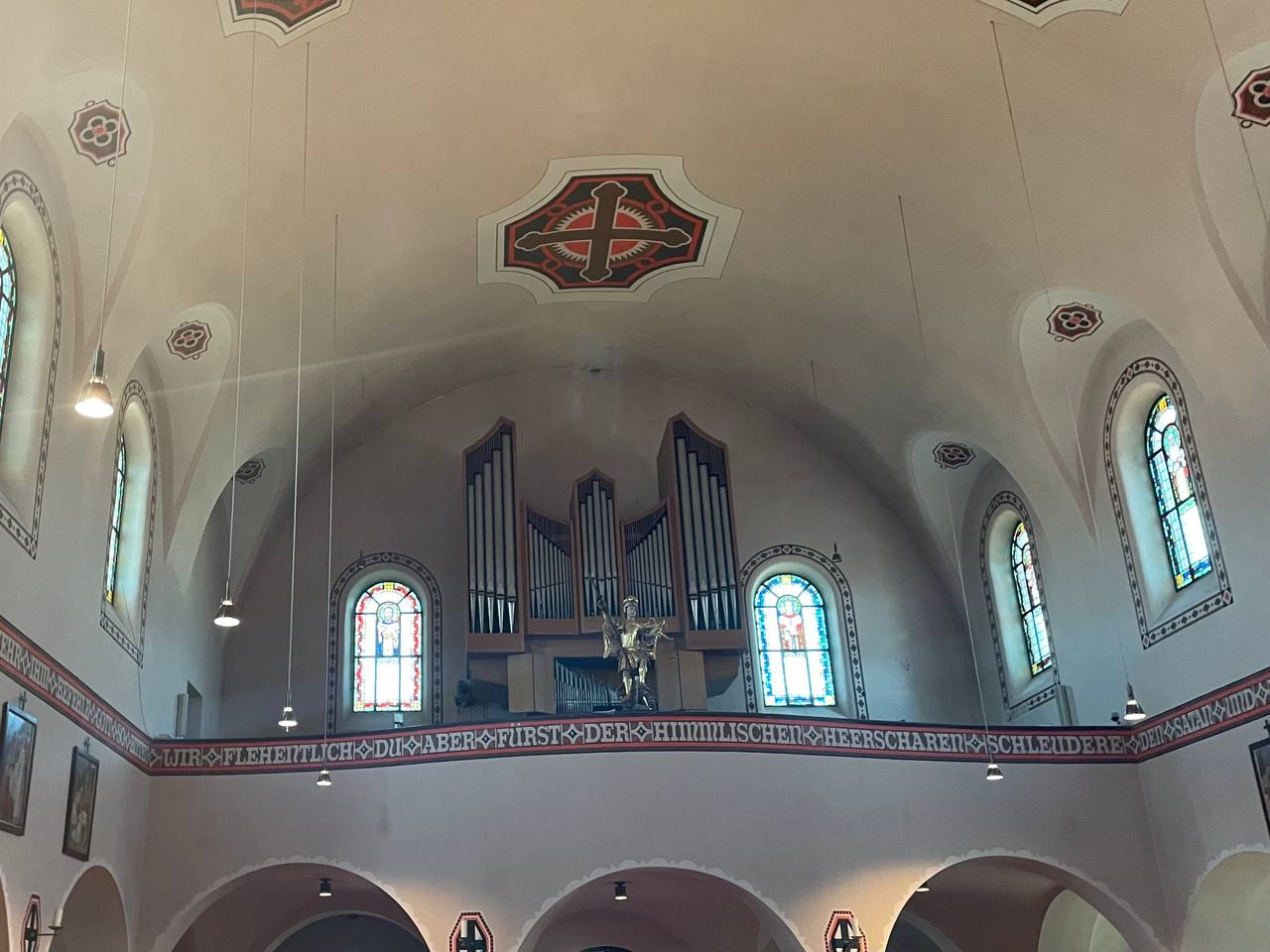
Innenansicht der katholischen Kirche

### Kulturdenkmäler
Vor Ort existieren insgesamt 13 Objekte, die unter Denkmalschutz stehen, darunter die katholische Kirche St. Michael und die protestantische Kirche im Kernort.

### Natur
Innerhalb der Gemeindegemarkung existieren insgesamt sechs Naturdenkmale, darunter die Lutherulme. Über die Gemeindegemarkung verlaufen die Naturschutzgebiete Glanniederung bei Elschbach, Schachenwald, Scheidelberger Woog und Schlangenbruch sowie das Fauna-Flora-Habitat-Gebiet Westricher Moorniederung.

## Wirtschaft und Infrastruktur

### Wirtschaft
Die Gemeinde ist am Reichswald berechtigt.

### Verkehr

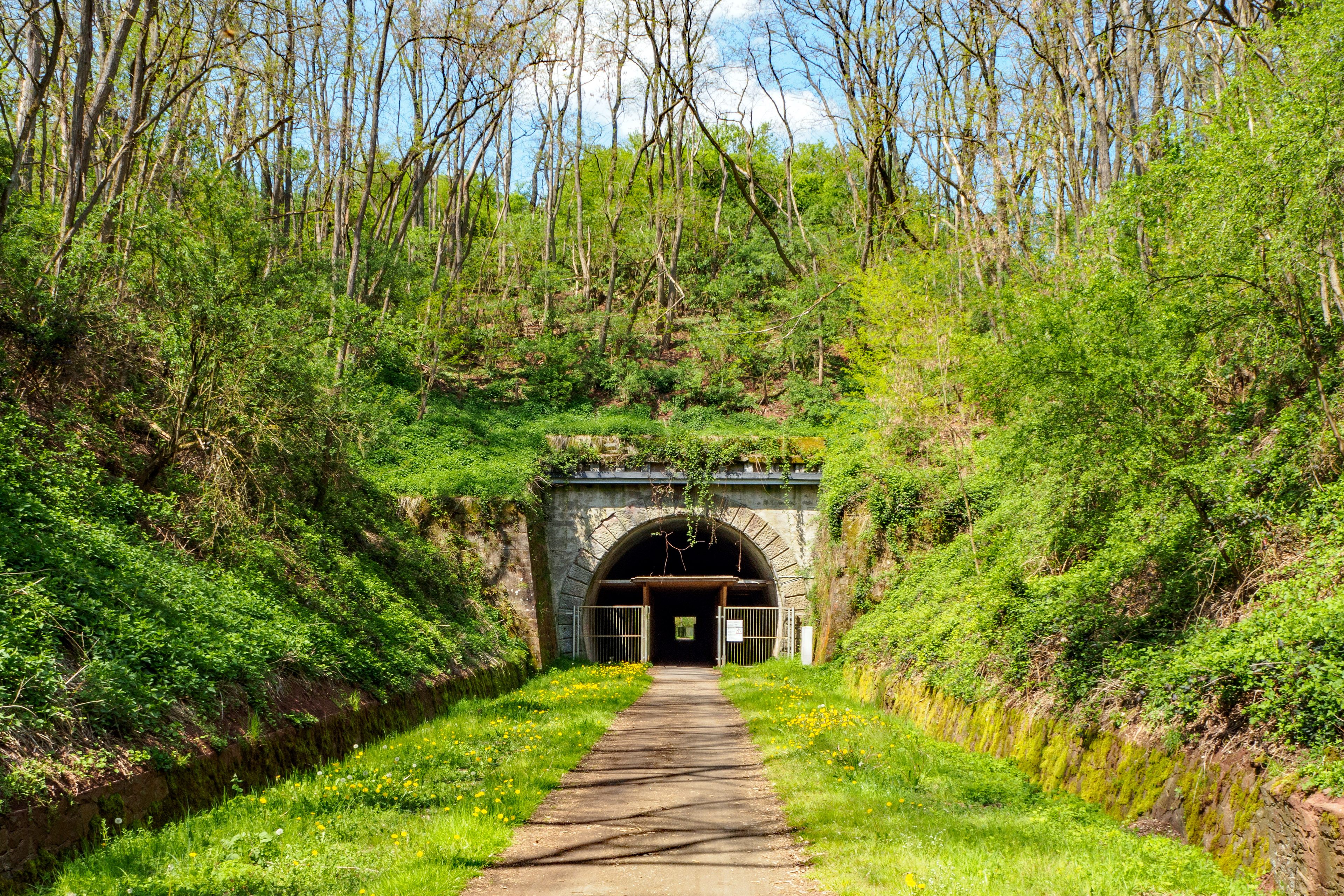
Elschbacher Tunnel

Mitten durch die Gemeinde verläuft die Landesstraße 356. Sie ist darüber hinaus durch die Bundesautobahnen 6 (Saarbrücken–Waidhaus) (Anschlussstelle: Bruchmühlbach-Miesau) und 62 (Anschlussstelle: Hütschenhausen) an das Autobahnnetz angebunden. Die Kreisstraße 3 stellt eine Verbindung mit Hauptstuhl her. Die Kreisstraße 6 führt bis nach Reichenbach-Steegen.
Der Öffentliche Personennahverkehr ist in den Verkehrsverbund Rhein-Neckar integriert. Der Elschbacher Tunnel entlang der stillgelegten Glantalbahn befindet sich innerhalb der Gemeindegemarkung, die jedoch entlang der Strecke über keinen Bahnhalt besaß.

## Persönlichkeiten

### Söhne und Töchter der Gemeinde
- Georg Philipp Schmitt (1808–1873), Maler
- Wilhelm Jakob Jung (1861–1942), Musikpädagoge und Pianist
- Julius Kohl (1884–nach 1936), Chemiker und Manager der Chemischen Industrie
- Julius Rüb (1886–1968), Politiker (SPD)
- Paulina Schwitzgebel (1889–1963), Funktionärin der NS-Frauenschaft
- Conny Plank (1940–1987), Musikproduzent
- Gerd Itzek (* 1947), Politiker (SPD)
- Paul Junker (* 1952), Politiker (CDU)
- Gernot Ruof (* 1964), Fußballspieler

### Personen, die vor Ort gewirkt haben
- Friedrich Wilhelm Schilling (1914–1971), Glockengießer, fertigte 1951 zwei Glocken für die örtliche protestantische Kirche an
- Harriet Buchheit (* 1963), Kinder- und Jugendbuchautorin, wuchs in Hütschenhausen auf
- Ralf Leßmeister (* 1967), Politiker (CDU), von 2014 bis 2017 Ortsbürgermeister